# Foreste di conifere dei monti Da Hinggan-Džagdy
L'ecoregione delle foreste di conifere dei monti Da Hinggan-Džagdy (codice ecoregione: PA0505) copre la catena del Grande Khingan nella Manciuria settentrionale (Cina) e attraversa a nord il confine con la Russia, dove segue il crinale delle montagne per altri 500 km a est. Le foreste di montagna mostrano una comunità floristica denominata «flora daurica», una combinazione di specie tipiche della taiga siberiana a nord e della flora mancese a sud. Le pendici orientali sono impervie e drenate da molti fiumi, mentre quelle occidentali sono più dolci e, in alcuni punti, ricoperte da distese erbose. L'ecoregione si trova nell'ecozona paleartica e presenta un clima semi-arido freddo. Copre una superficie di 248300 km².

## Geografia
L'ecoregione copre la catena del Grande Khingan nella Manciuria settentrionale e, al di là del fiume Amur, a nord, prosegue lungo i monti Džagdy in Russia. In Cina, appartengono a essa le parti settentrionali della regione autonoma della Mongolia Interna e la provincia dell'Heilongjiang. In Russia, la maggior parte della regione ricade nell'oblast' dell'Amur.

## Clima
A causa della sua altitudine e della distanza dall'oceano, l'ecoregione presenta un clima subartico con inverni secchi (Dwc secondo la classificazione dei climi di Köppen). Questo clima è caratterizzato da estati miti (temperature superiori a 10 °C in solo 1-3 mesi) e inverni freddi con precipitazioni mensili inferiori a un decimo di quelle del mese estivo più piovoso. Le regioni caratterizzate da questo tipo di clima tendono a trovarsi in zone elevate al centro dei continenti e presentano una notevole escursione termica tra il giorno e la notte.
| Carta climatica a 51°45' N e 123°45' E | Mesi | Mesi | Mesi | Mesi | Mesi | Mesi | Mesi  | Mesi  | Mesi | Mesi | Mesi | Mesi | Stagioni | Stagioni | Stagioni | Stagioni | Anno  |
| Carta climatica a 51°45' N e 123°45' E | Gen  | Feb  | Mar  | Apr  | Mag  | Giu  | Lug   | Ago   | Set  | Ott  | Nov  | Dic  | Inv      | Pri      | Est      | Aut      | Anno  |
| -------------------------------------- | ---- | ---- | ---- | ---- | ---- | ---- | ----- | ----- | ---- | ---- | ---- | ---- | -------- | -------- | -------- | -------- | ----- |
| T. max. media (°C)                     | −22  | −15  | −6   | 6    | 15   | 21   | 23    | 21    | 14   | 4    | −11  | −21  | −19,3    | 5        | 21,7     | 2,3      | 2,4   |
| T. min. media (°C)                     | −38  | −34  | −25  | −10  | −2   | 4    | 9     | 7     | 0    | −11  | −26  | −35  | −35,7    | −12,3    | 6,7      | −12,3    | −13,4 |
| Precipitazioni (mm)                    | 2,5  | 2,5  | 7,6  | 23,0 | 36,0 | 79,0 | 122,0 | 109,0 | 51,0 | 15,0 | 7,6  | 5,1  | 10,1     | 66,6     | 310,0    | 73,6     | 460,3 |

## Flora e fauna
Formando una zona di transizione tra i tipi di flora settentrionale (siberiana) e meridionale (mancese), l'ecoregione presenta specie tipiche a entrambi - circa i due terzi delle 1200 Specie locale di piante vascolari sono siberiane, l'altro terzo è di origine mancese, daurica o mongola. Questa combinazione di comunità floreali viene talvolta chiamata «flora daurica». Gli alberi dominanti alle quote più elevate sono il larice della Dauria (Larix gmelinii), assieme a pini e abeti rossi. A quote inferiori troviamo la quercia della Mongolia (Quercus mongolica), noccioli, ontani, betulle, pioppi e olmi. L'area è uno dei pochi grandi tratti di foresta rimasti in Cina, ma è stata anche il teatro del più grande incendio boschivo della storia cinese moderna (oltre un milione di ettari andati distrutti nel 1987).
La popolazione cinese di circa 50 tigri siberiane (Panthera tigris altaica), la più grande tra tutte le sottospecie di tigri, sopravvive ancora nell'ecoregione e condivide l'habitat con ghiottoni (Gulo gulo), linci (Lynx lynx), alci (Alces alces) e orsi dal collare (Ursus thibetanus). La tigre siberiana può raggiungere i 3,75 m di lunghezza dalla testa alla punta della coda e pesare più di 200 kg. Rare specie di uccelli, come il francolino di monte (Tetrastes bonasia), si fanno strada attraverso il fitto sottobosco di arbusti e piante erbacee.

## Popolazione
La densità abitativa nell'ecoregione delle foreste di conifere dei monti Da Hinggan-Džagdy è molto bassa, specialmente nelle aree montuose più impervie e nelle regioni di confine tra Cina e Russia. Nella Mongolia Interna e nell'Heilongjiang si trovano piccoli insediamenti abitati prevalentemente da popolazioni di etnia han, mongola ed evenki, dedite tradizionalmente all'allevamento, alla caccia, alla raccolta di prodotti forestali e, più recentemente, all'industria del legname. In Russia, la presenza umana è anch'essa rarefatta e si concentra in piccoli villaggi sparsi lungo i corsi d'acqua o vicino ai principali assi di comunicazione, dove vivono popolazioni russe e, in misura minore, tunguse e buriate. Lo sviluppo industriale, in particolare l'attività estrattiva e la silvicoltura, ha portato negli ultimi decenni a una crescente pressione sulle risorse naturali, con la costruzione di infrastrutture e una progressiva penetrazione delle aree forestali. Tuttavia, la durezza del clima e la lontananza dai principali centri urbani contribuiscono a mantenere l'ecoregione scarsamente popolata, limitando in parte l'impatto antropico sulle sue foreste e sulla fauna selvatica.

## Aree protette
Nella regione si trovano due aree protette:
- la riserva naturale della Nora («Norskij»), una «riserva naturale integrale» (zapovednik) situata nella parte nord-occidentale dell'ecoregione, a nord della frontiera tra Russia e Cina. Preserva il tipico paesaggio della parte nord-orientale della pianura Amur-Zeja e si estende tra i fiumi Nora e Selemdža. Costituita per metà da area boschiva e per metà da torbiera, copre una superficie di 2111 km²;
- la riserva naturale della Zeja («Zejskij»), una «riserva naturale integrale» (zapovednik) situata nella parte centro-settentrionale dell'ecoregione, in prossimità dei rami sorgentiferi del fiume Zeja. La sua superficie (993 km²) è ricoperta per lo più da foreste di larici e querce della Mongolia.